# 野田醤油労働争議

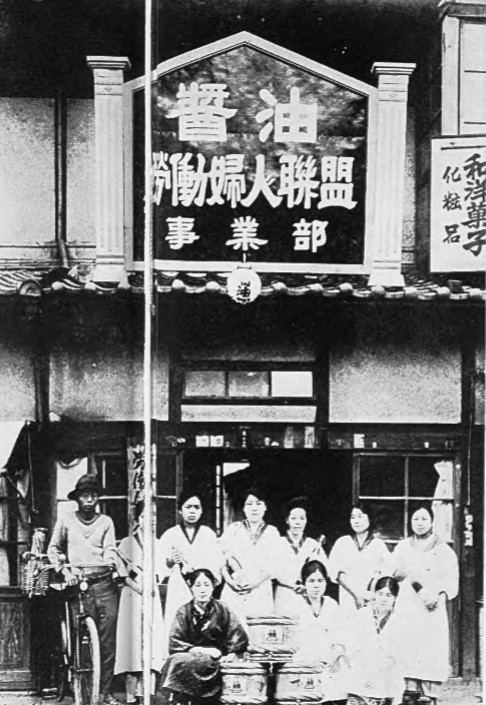
野田醤油労働組合婦人部の消費組合事業部。労働争議に参加した運動家の赤松常子は同事業部で指導も行った。

野田醤油労働争議（のだしょうゆ ろうどうそうぎ）は、日本・千葉県東葛飾郡野田町（現・野田市）にある野田醤油株式会社（現・キッコーマン）において、1922年（大正11年）から1928年（昭和3年）にかけて連続的に発生した大規模な労働争議とその騒動である。

## 概説
野田醤油社内に発足した「野田醤油労働組合」は、1922年に入って、日本労働総同盟関東醸造労働組合野田支部となったが、同年、製品封入に使用する樽の加工に従事する樽工170人が樽棟梁による刎銭（はねせん、いわゆる『ピンはね』）撤廃を要求して同盟罷業（ストライキ）を起こした。その後焦点は刎銭問題以外にも飛び火し、賃金体系、福利設備、待遇改善を巡って経営陣と組合のトラブルが続き、ついに1923年3月、全工員1,400名が参加する大ストライキにまで発展した。
事態の軽微ならざることを憂慮した内務省は千葉県に緊急訓令を発し、斎藤守圀知事、県内務部長らの調停によって「蛸部屋（たこべや）制度」の廃止などで和解させるに至った。同年4月12日、野田町笑遊劇場で労使共同円満手打式（ろうしきょうどうえんまんてうちしき）が行われて争議はここに終着したかに見えた。
しかし、1927年4月の争議は「目を覆い耳を塞がしめる」と評されたほどの大騒動となった。野田醤油社と専属契約を有する運送業者「丸三運送店」はその従業員が全員、前述の総同盟野田支部組合員であったが、野田醤油はそれを嫌い、労使関係上つながりのない同町の「丸本運送店」に貨物輸送の一部を移譲することとした。
総同盟支部側はただちにこれを組合破壊の謀略であるとして、団体協約権の承認と賃上げの実現を迫り、9月16日、全員参加無期限ストライキに突入した。
経営者は全工員の解雇や、「大日本国粋会」や「大和民友会」など、労働争議や部落解放運動の弾圧でその名を知られる右翼団体の助力を受けて組合に立ち向かった。対する組合側も国会への直接請願に加え、広範囲にわたる野田醤油不買運動の展開などが起こったために事態は深刻化し、さらには醸造業と無関係な日本各地の労働組合の同情ストの頻発によって解決の見通しが立たなくなった。
総同盟はこの争議を一地方の騒動に終わらせてはなるまじと決し、全国大会で情勢を喧伝したため、社会研究家など労働運動の専門家が、日本各地から支部を訪れて組合員を督励し、あるいは直接に指導する者もあった。大阪から大原社会問題研究所が「今般求めたる要求につき我労働階級は如何に帰着せんとするか」はるばる調査にやって来た。スイス・ジュネーヴの国際連盟国際労働機関にも情報が達した。
この間、警察記録に残るものだけで暴行・傷害・脅迫事件が300件以上であった。野田醤油の出荷は滞る一方であったが、同じ醤油メーカーの銚子醤油は争議の特需で出荷が激増した 。
1928年3月20日の午後1時頃、東京駅頭丸の内ビル脇で野田争議団副団長堀越梅男による天皇直訴事件が突発した。これがきっかけとなって労使双方恐懼したため急速に歩み寄り、同年4月20日（ストライキ勃発から216日目）に「野田醤油問題解決協定」が成立した。
黒島伝治と鶴田知也の共同執筆というかたちで、『文藝戦線』1928年2月号に「野田争議の実状」というルポが発表されている。黒島は『文芸戦線』1929年4月号に「野田争議敗戦まで」を書いている。また、西沢隆二にはこの争議に取材した、「野田へ行く」という短い作品（『プロレタリア芸術』1928年3月号）がある。
また、当時野田醤油の工員だった俳人の佐藤雀仙人はこの争議に参加し、解雇されている。
当時の日本では労働法はまだまだ議論のきざはしの段階であった。